# Saint-Sauveur-de-Cruzières
Saint-Sauveur-de-Cruzières – miejscowość i gmina we Francji, w regionie Owernia-Rodan-Alpy, w departamencie Ardèche.
Według danych na rok 1990 gminę zamieszkiwało 441 osób, a gęstość zaludnienia wynosiła 18 osób/km² (wśród 2880 gmin regionu Rodan-Alpy Saint-Sauveur-de-Cruzières plasuje się na 1197. miejscu pod względem liczby ludności, natomiast pod względem powierzchni na miejscu 343.).

## Populacja

Populacja Saint-Sauveur-de-Cruzières w latach 1962-2008